# Municipio de Balzers
Balzers es un municipio del principado de Liechtenstein. Limita al norte con el municipio de Wartau (CH-SG), al este con Triesen, al sur con Maienfeld (CH-GR) y Fläsch (CH-GR), y al suroeste con Sargans (CH-SG). Además, gracias a sus dos exclaves limita también con los municipios de Triesenberg, Planken, Schaan y Vaduz en Liechtenstein, y Frastanz (AT-8) y Nenzing (AT-8) en Austria.

## Lugares de interés

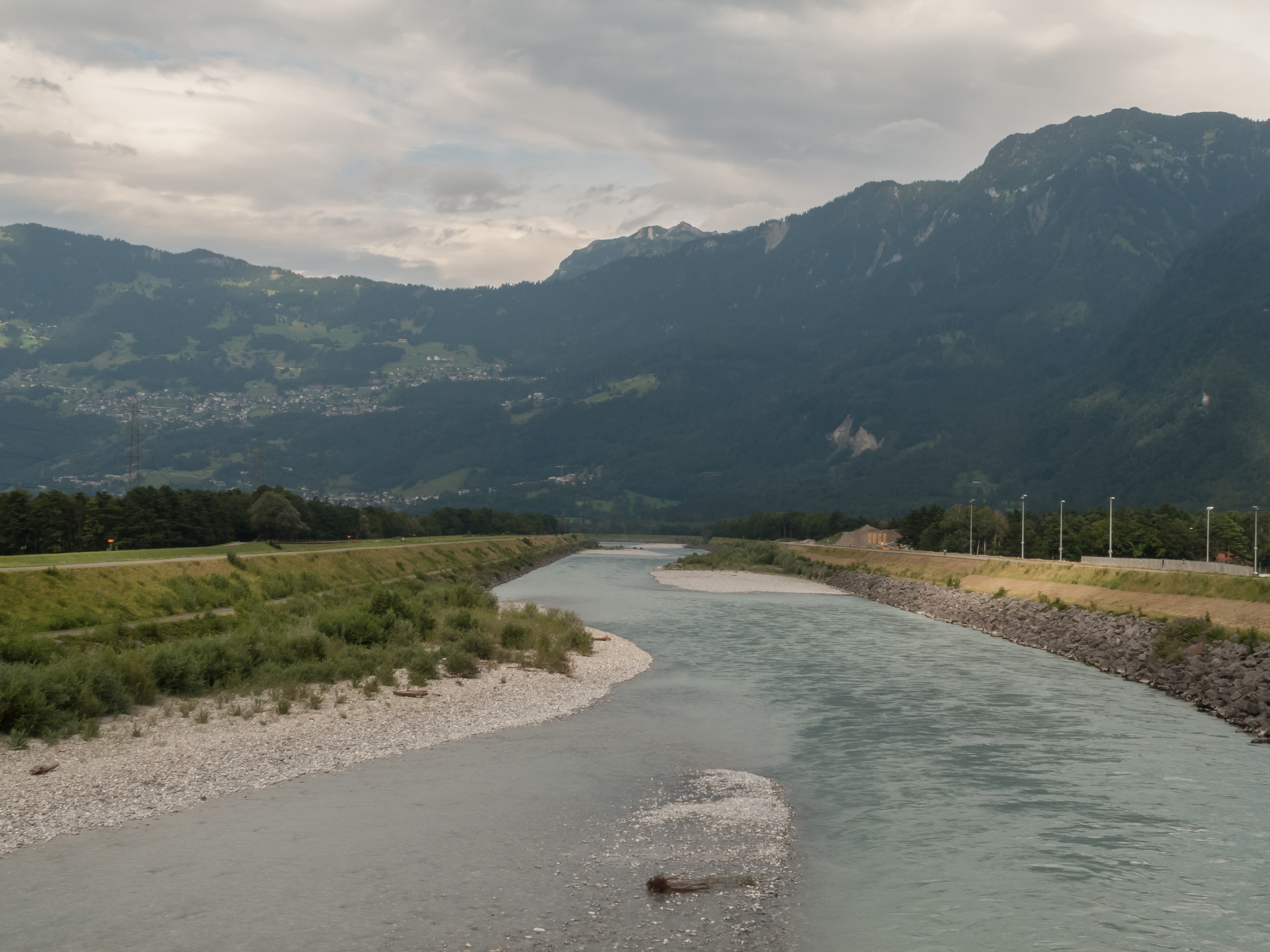
El rio Rin entre Balzers y Trübbach

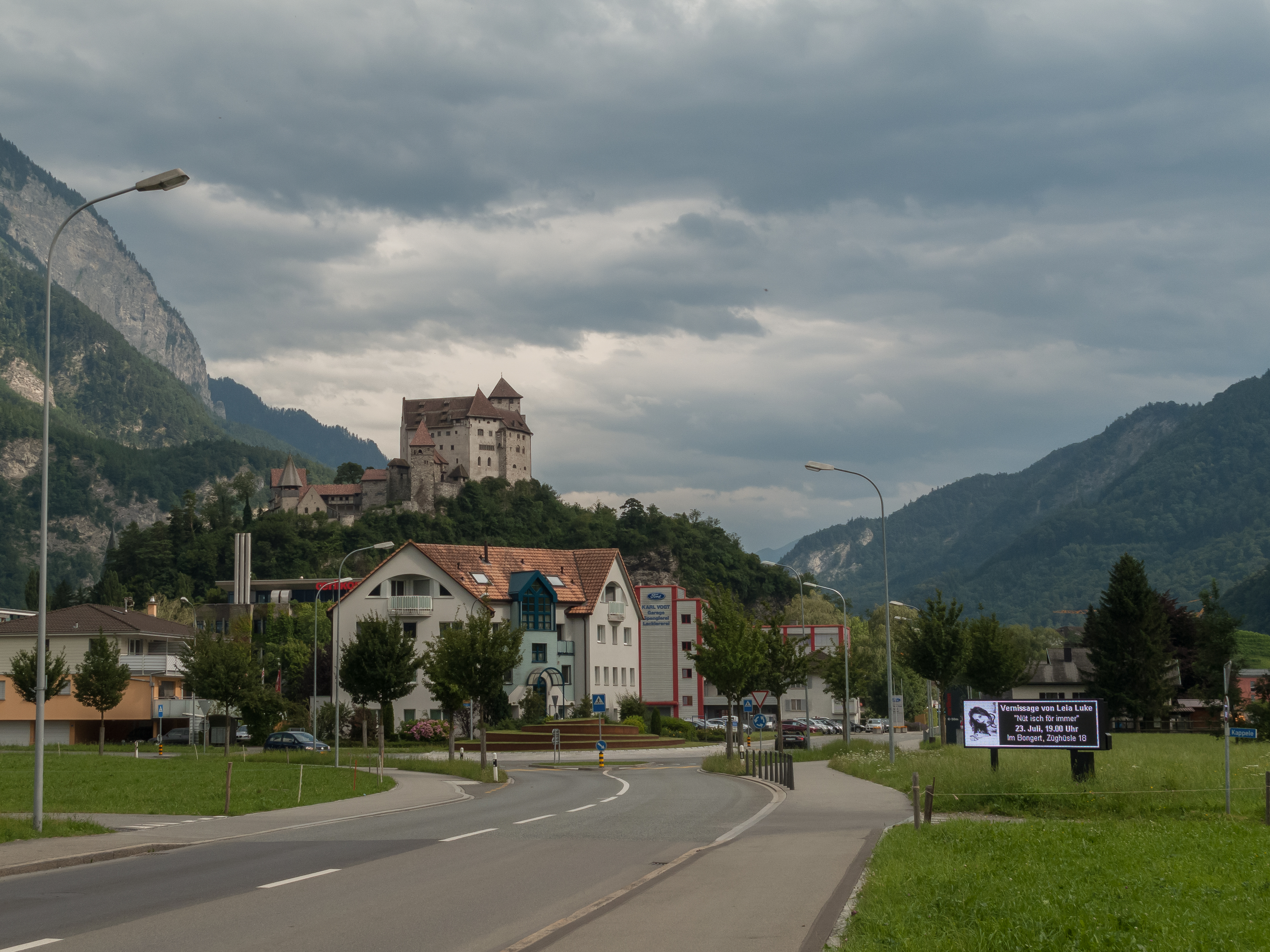
La entrada al pueblo de Balzers

- Pabellón deportivo.
- Río Rin (a su paso por Balzers).
- Castillo de Gutenberg.
- Parroquia de Balzers.

## Comunicaciones
Para llegar a Balzers se puede coger el autobús o bien un coche. También se puede llegar en tren, pese a que la estación más cercana (Forst Hilti) se halla al sureste. En la ciudad hay numerosos carriles bici y se puede alquilar una moto o un coche en la ciudad.

## Deportes
Balzers cuenta con una de las pocas piscinas climatizadas del país. Es una piscina olímpica y se encuentra en el pabellón deportivo, donde también hay canchas de fútbol, de baloncesto, de balonmano (aunque la utilizan para jugar a hockey) y una sala multiusos. El club de futbol de la ciudad es el FC Balzers, que juega anualmente la Copa de Liechtenstein.